# Zboněk (przystanek kolejowy)
Zboněk – przystanek kolejowy w miejscowości Zboněk, w kraju południowomorawskim, w Czechach. Znajduje się na wysokości 330 m n.p.m.
Jest zarządzany przez Správę železnic. Na przystanku nie ma możliwości zakupu biletów, a obsługa podróżnych odbywa się w pociągu.

## Linie kolejowe
- 260 Česká Třebová - Brno